# Olympische Sommerspiele 1992/Wasserspringen
Bei den XXV. Olympischen Sommerspielen 1992 in Barcelona fanden vier Wettkämpfe im Wasserspringen statt, je zwei für Frauen und Männer. Austragungsort war die Piscina Municipal de Montjuïc im Stadtbezirk Sants-Montjuïc. Erstmals überhaupt nahmen mehr Frauen als Männer teil.

## Bilanz

### Medaillenspiegel

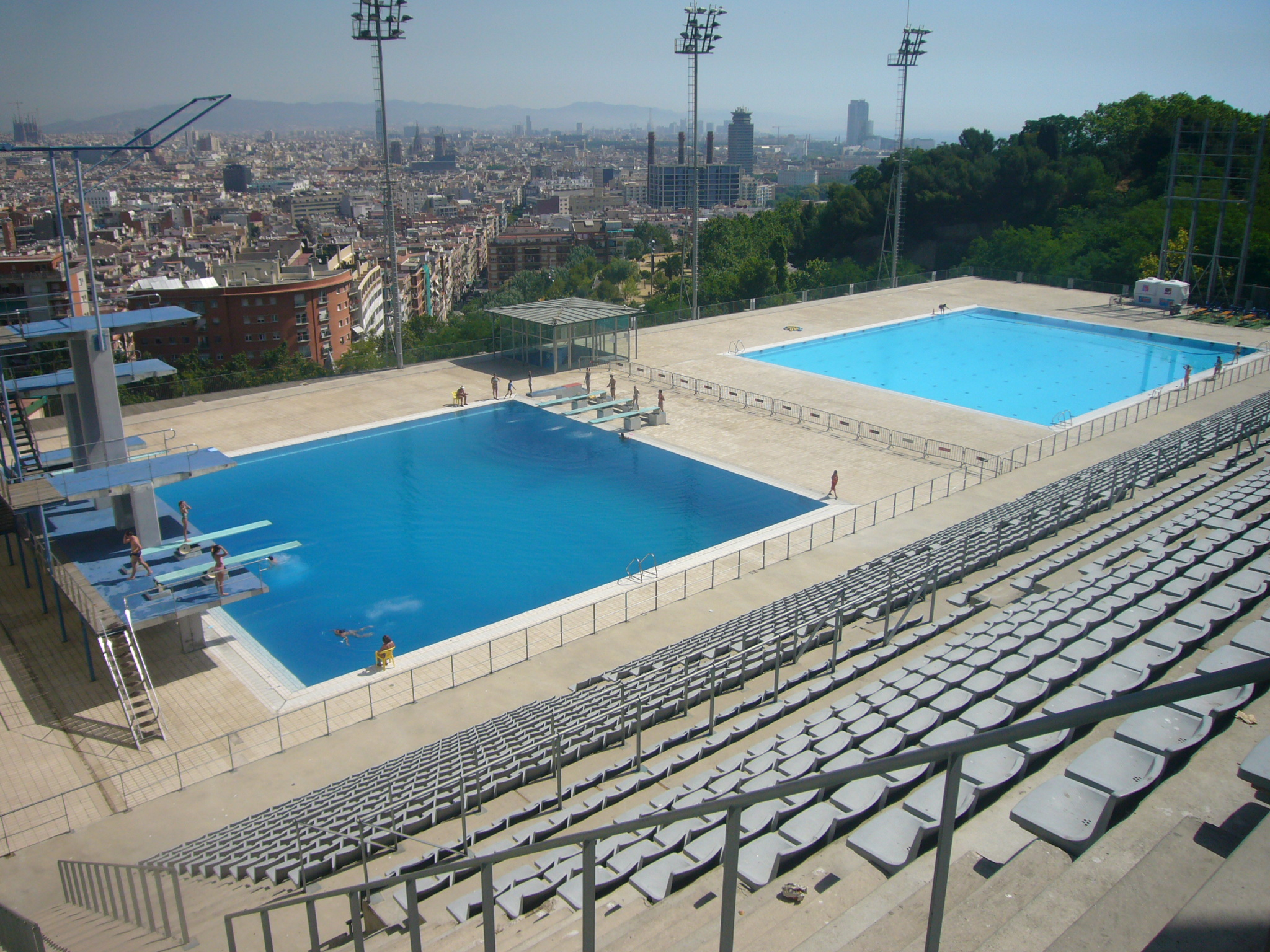
Piscina Municipal de Montjuïc

| Platz | Land               | Gold | Silber | Bronze | Gesamt |
| ----- | ------------------ | ---- | ------ | ------ | ------ |
| 1     | China              | 3    | 1      | 1      | 5      |
| 2     | Vereinigte Staaten | 1    | 1      | 1      | 3      |
| 3     | Vereintes Team     | –    | 2      | 1      | 3      |
| 4     | Deutschland        | –    | –      | 1      | 1      |

### Medaillengewinner
| Konkurrenz        | Gold       | Silber      | Bronze        |
| ----------------- | ---------- | ----------- | ------------- |
| Kunstspringen 3 m | Mark Lenzi | Tan Liangde | Dmitri Sautin |
| Turmspringen 10 m | Sun Shuwei | Scott Donie | Xiong Ni      |

| Konkurrenz        | Gold       | Silber            | Bronze           |
| ----------------- | ---------- | ----------------- | ---------------- |
| Kunstspringen 3 m | Gao Min    | Irina Laschko     | Brita Baldus     |
| Turmspringen 10 m | Fu Mingxia | Jelena Miroschina | Mary Ellen Clark |

## Ergebnisse Männer

### Kunstspringen 3 m
| Platz | Land | Sportler        | Punkte |
| ----- | ---- | --------------- | ------ |
| 1     | USA  | Mark Lenzi      | 676,53 |
| 2     | CHN  | Tan Liangde     | 645,57 |
| 3     | EUN  | Dmitri Sautin   | 627,78 |
| 4     | AUS  | Michael Murphy  | 611,97 |
| 5     | USA  | Kent Ferguson   | 609,12 |
| 6     | MEX  | Jorge Mondragón | 604,14 |
| 7     | NED  | Edwin Jongejans | 581,40 |
| 8     | EUN  | Waleri Stazenko | 577,92 |
|       |      |                 |        |
| 10    | GER  | Albin Killat    | 556,35 |
| 18    | GER  | Jan Hempel      | 353,85 |
| 22    | AUT  | Niki Stajković  | 339,75 |
| 24    | AUT  | Jürgen Richter  | 336,78 |

Datum: 28. und 29. Juli 1992 

32 Teilnehmer aus 22 Ländern

### Turmspringen 10 m
| Platz | Land | Sportler      | Punkte |
| ----- | ---- | ------------- | ------ |
| 1     | CHN  | Sun Shuwei    | 677,31 |
| 2     | USA  | Scott Donie   | 633,63 |
| 3     | CHN  | Xiong Ni      | 600,15 |
| 4     | GER  | Jan Hempel    | 574,17 |
| 5     | GBR  | Bob Morgan    | 568,59 |
| 6     | EUN  | Dmitri Sautin | 565,95 |
| 7     | GER  | Michael Kühne | 558,54 |
| 8     | JPN  | Keita Kaneto  | 529,14 |

Datum: 2. und 3. August 1992 

23 Teilnehmer aus 15 Ländern

## Ergebnisse Frauen

### Kunstspringen 3 m
| Platz | Land | Sportler           | Punkte |
| ----- | ---- | ------------------ | ------ |
| 1     | CHN  | Gao Min            | 572,40 |
| 2     | EUN  | Irina Laschko      | 514,14 |
| 3     | GER  | Brita Baldus       | 503,07 |
| 4     | TCH  | Heidemarie Bártová | 491,49 |
| 5     | USA  | Julie Ovenhouse    | 477,84 |
| 6     | EUN  | Wera Iljina        | 470,67 |
| 7     | GER  | Simona Koch        | 468,96 |
| 8     | CAN  | Mary DePiero       | 449,49 |
|       |      |                    |        |
| 27    | SUI  | Catherine Aviolat  | 239,49 |

Datum: 1. und 2. August 1992 

29 Teilnehmerinnen aus 20 Ländern

### Turmspringen 10 m
| Platz | Land | Sportler            | Punkte |
| ----- | ---- | ------------------- | ------ |
| 1     | CHN  | Fu Mingxia          | 461,43 |
| 2     | EUN  | Jelena Miroschina   | 411,63 |
| 3     | USA  | Mary Ellen Clark    | 401,91 |
| 4     | CHN  | Zhu Jinhong         | 400,56 |
| 5     | EUN  | Ynha Afonyna        | 398,43 |
| 6     | MEX  | María José Alcalá   | 394,35 |
| 7     | USA  | Ellen Owen          | 392,10 |
| 8     | ARG  | Verónica Ribot      | 384,03 |
|       |      |                     |        |
| 14    | GER  | Ute Wetzig          | 284,13 |
| 20    | GER  | Monika Kühn         | 270,51 |
| 22    | SUI  | Yvonne Köstenberger | 264,81 |

Datum: 26. und 27. Juli 1992 

28 Teilnehmerinnen aus 17 Ländern